# Витений Ювенис
Витений Ювенис (на латински: Vitennius Iuvenis) e политик и сенатор на Римската империя през 3 век.
През 256 – 257 г. той е управител на провинция Долна Мизия.